# Rosselia
Rosselia là một chi thực vật thuộc họ Burseraceae. Chi này có các loài sau (tuy nhiên danh sách này có thể chưa đủ):
- Rosselia bracteata, Forman